# Kamienna (Namysłów)
Kamienna (deutsch Giesdorf) ist ein Ort in der Stadt- und Landgemeinde Namysłów im Powiat Namysłowski der Woiwodschaft Oppeln in Polen.

## Geographie
Das Straßendorf Kamienna liegt drei Kilometer östlich von Namysłów (Namslau) und 55 Kilometer nordwestlich von Opole (Oppeln) in der Schlesischen Tiefebene an den Landesstraßen Droga krajowa 39 und Droga krajowa 42. Durch Kamienna verlaufen die stillgelegten Schienen der Bahnstrecke Namysłów–Kępno. Südlich des Dorfes verläuft die Bahnstrecke Kluczbork–Oleśnica. Ortsteil von Kamienna ist der Weiler Grabówka (Grabka).
Nachbarorte von Kamienna sind im Norden Rychnów (Reichen), im Süden Łączany (Lankau) und im Westen Namysłów (Namslau).

## Geschichte

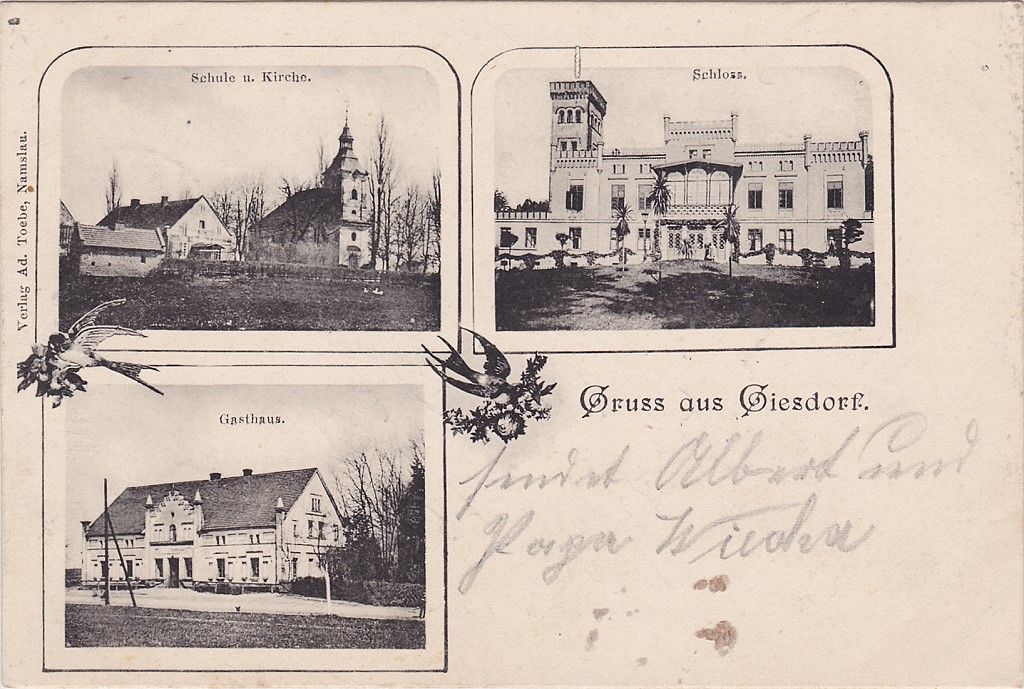
Alte Postkarte von Giesdorf, um 1910

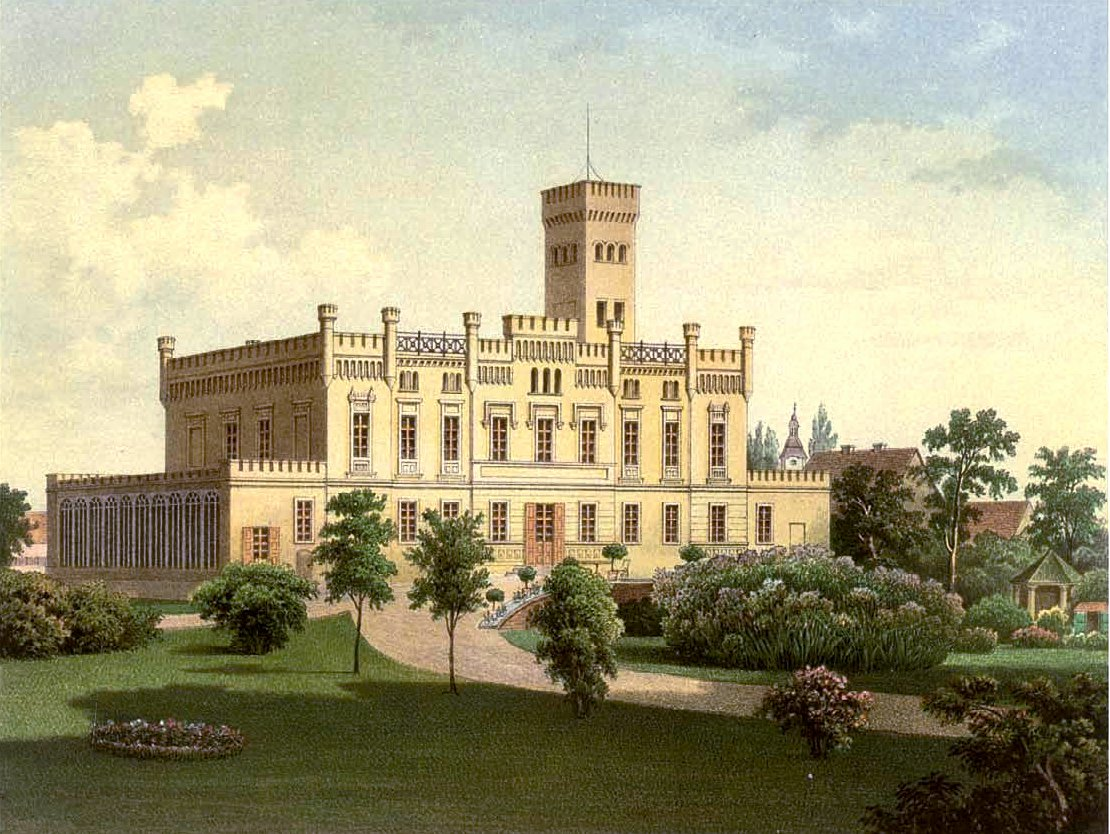
Schloss Giesdorf Mitte des 19. Jahrhunderts

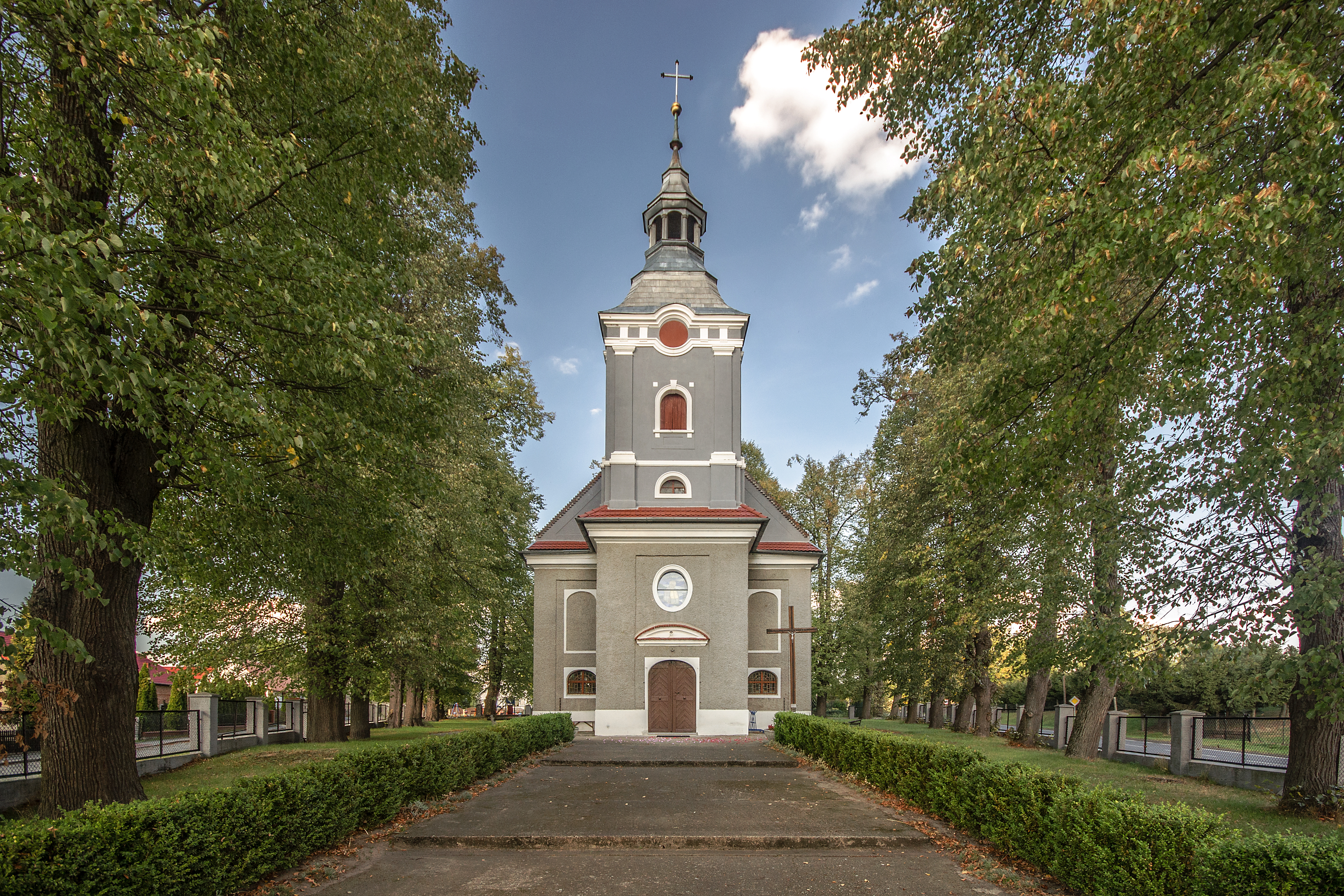
Hedwigskirche

Im Zehntregister Liber fundationis episcopatus Vratislaviensis aus den Jahren 1295–1305 wird der Ort erstmals als „Camenna“ erwähnt. 1334 wurde es als Goswindorf und 1353 als Goswisdorff bezeichnet. 1359 wurde erstmalig eine Kirche erwähnt.
Nach dem Ersten Schlesischen Krieg 1742 fiel Giesdorf mit dem größten Teil Schlesiens an Preußen.
1805 wurde die steinerne Hedwigskirche errichtet. Nach der Neuorganisation der Provinz Schlesien gehörte die Landgemeinde Giesdorf ab 1816 zum Landkreis Namslau, mit dem es bis 1945 verbunden blieb. 1845 bestanden im Dorf ein Vorwerk, eine Kirche, eine katholische Schule, eine Ziegelei und 32 Häuser. Im gleichen Jahr lebten in Giesdorf 353 Einwohner, davon 121 evangelisch. 1853 bis 1856 wurde das Schloss Giesdorf im Stil des Klassizismus errichtet. 1874 wurde der Amtsbezirk Giesdorf gebildet, dem die Landgemeinden Böhmwitz, Giesdorf und Lankau und die Gutsbezirke Böhmwitz, Giesdorf und Lankau eingegliedert wurden. Erster Amtsvorsteher war der Wirtschaftsinspektor Schöbel in Giesdorf. 1933 zählte Giesdorf 437, 1939 und 441 Einwohner.
Im Frühjahr 1945 brannte das Schloss Giesdorf nieder. Lediglich die Außenmauern blieben erhalten, welche später abgerissen wurden.
Als Folge des Zweiten Weltkriegs fiel Giesdorf 1945 mit dem größten Teil Schlesiens an Polen. Nachfolgend wurde es in Kamienna umbenannt. Die deutsche Bevölkerung wurde, soweit sie nicht schon vorher geflohen war, weitgehend vertrieben. Die neu angesiedelten Bewohner waren teilweise Zwangsumgesiedelte aus Ostpolen, das an die Sowjetunion gefallen war.
1950 wurde Kamienna der Woiwodschaft Oppeln zugeteilt; 1999 wurde es Teil dem Powiat Namysłowski eingegliedert.

## Sehenswürdigkeiten
- Die römisch-katholische Hedwigskirche (Kościół św. Jadwigi) wurde 1805 im Stil des Klassizismuses errichtet. Der vorherige Holzbau wurde 1804 abgerissen.[3] Die Kirche steht seit 1966 unter Denkmalschutz.[7]
- Schlosspark des ehemaligen Schlosses Giesdorf
- Mausoleum der Familie Willert auf dem örtlichen Friedhof
- Friedhofskapelle aus dem Jahr 1839
- Marienstatue – ehemaliges Gefallenendenkmal

## Vereine
- Fußballverein LZS Kamienna

## Söhne und Töchter des Ortes
- Heinrich Goldstein (1814–unbekannt), jüdischer Lehrer in Gleiwitz